# Fórum Mundial da Bioeconomia
O Fórum Mundial da Bioeconomia é um evento anual de comunicação global de bioeconomia circular que reúne fóruns para discutir diferentes visões sobre bioeconomia, matérias-primas, mudanças climáticas, bioprodutos, políticas e grupos de interesse diversos. Os fóruns anuais são organizados em vários locais ao redor do mundo, com foco em exemplos de bioeconomia circular bem-sucedidos para a conscientização global.

## Princípios
O Fórum Mundial da Bioeconomia visa tornar-se um elemento essencial na promoção, facilitação e capacitação de inovações responsáveis de base biológica para substituir indústrias, produtos e serviços de base não renovável. Para tal, orienta-se pelos seguintes princípios:
- Respeito à diversidade.
- Aprendizado mútuo.
- Comprometimento com a sustentabilidade e inovação.
- Oferta de serviços de alta qualidade para as partes interessadas da bioeconomia circular.
- Parceria de confiança.

## Objetivo
Encorajar a substituição de indústrias, produtos e serviços não-sustentáveis e ao mesmo tempo atenuar as mudanças climáticas.

## Histórico

### Ruka - WCBEF 2018
O Fórum foi fundado por Jukka Kantola e os trabalhos começaram na formação do primeiro evento que aconteceu em setembro de 2018, em Ruka, na Finlândia. O programa do fórum incluiu palestrantes de vários governos da Europa, da União Europeia, fornecedores de tecnologia, grandes produtores de celulose, papel e têxteis e usuários finais, incluindo a gigante sueca IKEA. Os delegados vieram de países de todo o mundo, incluindo toda a Europa, Índia, China, Austrália, Indonésia e os Estados Unidos.

### Ruka - WCBEF 2019
Em 2019, o 2º Fórum Mundial da Bioeconomia foi realizado mais uma vez em Ruka, no norte da Finlândia. O evento recebeu participantes de todo o mundo, com painelistas e visitantes de 22 países diferentes de seis continentes.

### Ruka - WCBEF 2020
Em 2020, em virtude da pandemia de Covid-19, o 3º Fórum Mundial da Bioeconomia foi realizado de maneira virtual, com transmissões ao vivo de Ruka, na Finlândia. O programa consistiu em 4 sessões transmitidas em 10 de setembro de 2020, com duração total de oito horas. O Fórum contabilizou mais de 400 registros de 51 países diferentes em todos os continentes, representando 150 organizações.

### Belém - WCBEF 2021
Em 2021, o Fórum Mundial da Bioeconomia foi realizado pela primeira vez fora da sua sede, na Finlândia. A 4ª edição do evento foi realizada em Belém do Pará, no Brasil, entre os dias 18 e 20 de outubro. O Fórum foi trazido ao Brasil porque Belém é considerada a porta de entrada da Amazônia, região com a maior diversidade do mundo. Além disso, o evento também objetivou o desenvolvimento de uma estratégia de bioeconomia para o Pará, para aumentar o uso sustentável de recursos naturais, melhorar geração e distribuição de renda, reduzir a emissão de gases de efeito estufa e outros.
O Fórum reuniu 60 palestrantes nacionais e internacionais, com participantes de 51 países entre políticos, cientistas e CEOs de empresas e do setor financeiro. Entre os participantes, destaque para a presença do fundador do Fórum Mundial de Bioeconomia, Jukka Kantola; do governador do Pará, Helder Barbalho; do presidente da Associação Brasileira do Agronegócio (Abag), Marcelo Brito; do diretor Executivo da Indústria Brasileira de Árvores (Ibá), José Carlos Fonseca; da Secretária Geral da Organização do Tratado de Cooperação Amazônica (OTCA), Mária Alexandra Moreira Lopes; e do presidente do Consórcio de Governadores da Amazônia Legal e governador do Maranhão, Flávio Dino.
Durante o evento, o governador do Pará, Helder Barbalho, assinou um decreto que cria a Estratégia Estadual de Bioeconomia, com foco no desenvolvimento de municípios paraenses com maior desmatamento na Amazônia. Com isso, o Pará vai ser o primeiro a receber um investimento em sistemas agroflorestais de um fundo voltado ao meio ambiente e desenvolvimento sustentável instituído pela Amazon. O Plano Estadual Amazônia Agora cobre a estratégia do Pará para a bioeconomia e outros programas em sustentabilidade, e tem como meta zerar as emissões de gases de efeito estufa até 2036. O fundador do Fórum Mundial de Bioeconomia, Jukka Kantola, afirmou que investir na bioeconomia no Pará é uma aposta para o futuro sustentável.